# Temelucha anomala
Temelucha anomala är en stekelart som först beskrevs av Joseph Augustine Cushman 1917.  Temelucha anomala ingår i släktet Temelucha och familjen brokparasitsteklar. Inga underarter finns listade i Catalogue of Life.